# Go First
Go First – nieistniejąca indyjska tania linia lotnicza z siedzibą w Bombaju. Głównym węzłem był port lotniczy Chhatrapati Shivaji.
W latach 2005–2021 funkcjonowała pod nazwą Go Air. 2 maja 2023 zawiesiła prowadzenie działalności operacyjnej.